# Birgit Gautzsch
Christina Birgit Gautzsch (* 14. Dezember 1967 in Karl-Marx-Stadt) ist eine ehemalige deutsche Leichtathletin, die vor allem im Mehrkampf erfolgreich war.

## Sportliche Karriere
Birgit Gautzsch trat bis 1989 für den SC Karl-Marx-Stadt an und 1990 für den SC Chemnitz. Ab 1991 startete sie für den Schweriner SC. Sie wurde 1989 mit 6271 Punkten DDR-Meisterin im Siebenkampf. 1988 und 1990 erreichte sie den dritten Platz. In der Halle wurde sie 1989 Zweite hinter Anke Schmidt, 1990 gewann Gautzsch den letzten Hallen-Titel der DDR. Bei den Deutschen Meisterschaften 1993 in Vaterstetten belegte sie mit 6131 Punkten den zweiten Platz hinter Birgit Clarius, 1995 kam sie auf den drittem Rang.
Birgit Gautzsch war bei den Junioreneuropameisterschaften 1985 Dritte im Siebenkampf. Fünf Jahre später erreichte sie bei den Europameisterschaften in Split mit 6255 Punkten den neunten Platz. Insgesamt trat Gautzsch von 1987 bis 1990 achtmal im Nationaltrikot der DDR an. Von 1991 bis 1993 folgten drei Auftritte im Nationaltrikot des vereinigten Deutschlands. Zusätzlich trat sie zweimal bei Universiaden an. 1991 in Sheffield belegte sie den achten Platz im Siebenkampf. Zwei Jahre später bei der Universiade in Buffalo gewann sie die Silbermedaille im Siebenkampf und belegte mit der 4-mal-100-Meter-Staffel den vierten Rang.

## Bestleistungen
- 100 Meter Hürden: 13,30 Sekunden am 14. Juli 1990 in Berlin
- Weitsprung: 6,47 Meter am 20. August 1989 in Cottbus
- Siebenkampf: 6425 Punkte am 19./20. August 1989 in Cottbus